# Poiana narciselor de la Vlăhița
Poiana narciselor de la Vlăhița este o arie protejată de interes național ce corespunde categoriei a IV-a IUCN (rezervație naturală de tip floristic), situată în estul Transilvaniei, pe teritoriul județului Harghita.

## Localizare
Rezervația naturală se află în extremitatea sudică a județului Harghita, pe teritoriul administrativ al orașului Vlăhița, în partea vestică a satului Minele Lueta, Harghita, în imediata apropiere de drumul județean DJ132 care leagă drumul național DN13A (Vlăhița) de satul Merești.

## Descriere

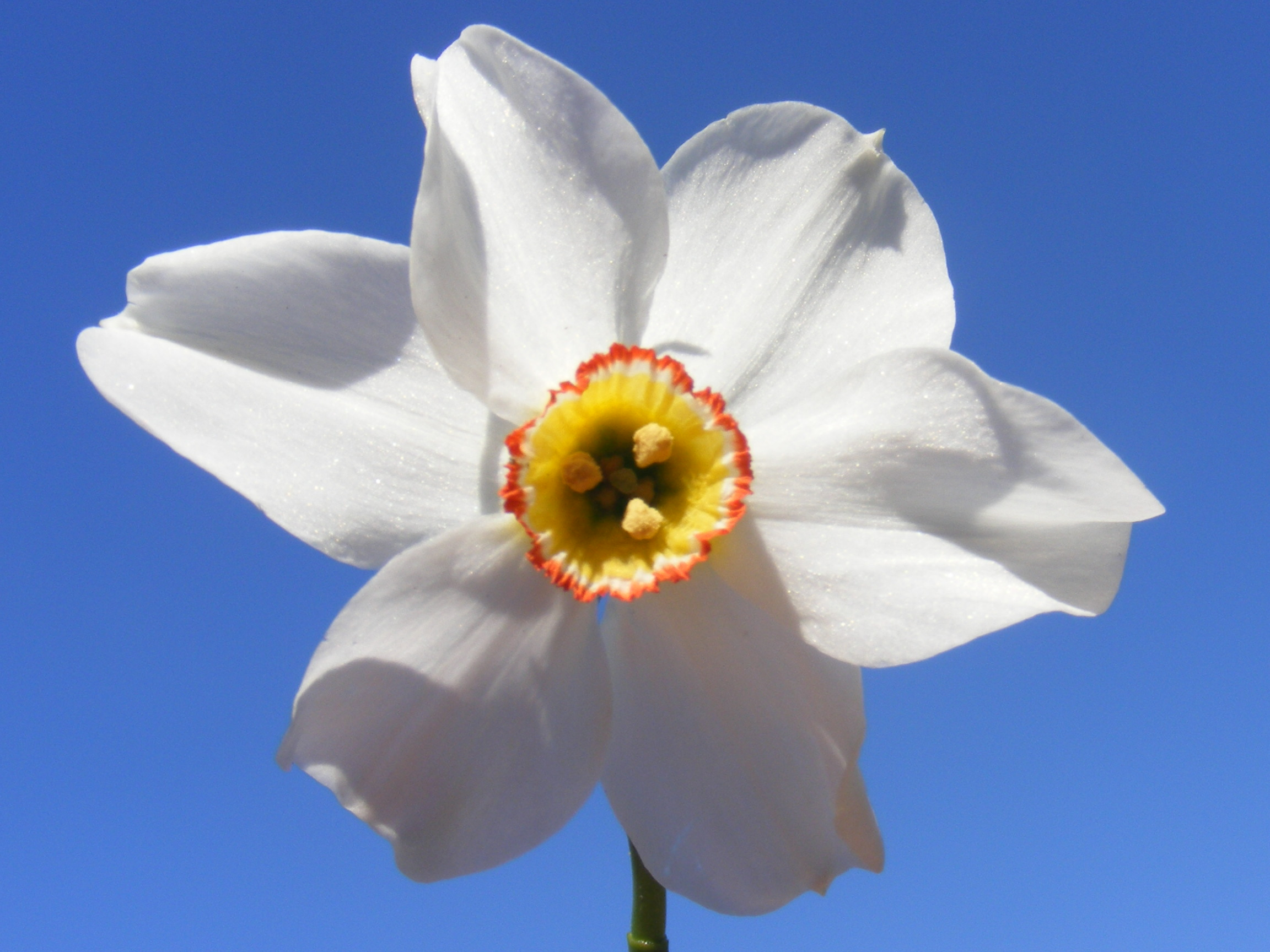
Narcisă (Narcissus)

Rezervația naturală a fost declarată arie protejată prin Legea Nr.5 din 6 martie 2000 (privind aprobarea Planului de amenajare a teritoriului național - Secțiunea a III-a - zone protejate), publicată în Monitorul Oficial al României, Nr.152 din 12 aprilie 2000 și se întinde pe o suprafață de 20 hectare.
Aria naturală reprezintă o zonă de fânețe ce adăpostește o vegetație compactă de narcise albe (Narcissus stellaris), cu o densitate foarte mare (150-200 de fire pe m2). 
În arealul rezervației mai vegetează câteva specii floristice protejate prin Directiva Consiliului European 92/43/CE (anexa I-a) din 21 mai 1992 (privind conservarea habitatelor naturale și a speciilor de faună și floră sălbatică); printre care: darie (Pedicularis sceptrum-carolinum), rotoțele albe (Achillea ptarmica), joldeală (Serratula wolffii), ghințură (Gentiana pneumonanthe), coada șoricelului (Achillea impatiens), săbiuță (Gladiolus imbricatus), garofiță (Dianthus superbus), stânjenel sălbatic (Iris sibirica), bulbuc de munte (Trollius europaeus), taulă (Spiraea salicifolia); precum și o specie rară de orhidee cunoscută sub denumirea populară de papucul doamnei (Cypripedium calceolus).
Pe acest amplasament (în apropierea poienii Pokol-láz) se desfășoară anual (încă din anul 1976, în luna mai, „Festivalul Narciselor de la Vlăhița” (Nárciszfesztivál Szentegyházán).